# محمد عیسی آخند
محمد عیسی آخوند سیاستمدار اهل افغانستان است. وی در ۷ سپتامبر ۲۰۲۱ به حیث سرپرست وزارت معادن و پترولیوم امارت اسلامی افغانستان منصوب گردید.